# Yaya Ouattara
Yaya Ouattara (* 1971) ist ein aus Burkina Faso stammender Sänger und Perkussionist der Weltmusik.
Als Jugendlicher beschäftigte er sich mit der traditionellen Musik seiner Heimat und begann 1990 neunzehnjährig eine internationale Musikerkarriere als Mitglied der Gruppe Farafina. An deren Album Faso Denou, das in Peter Gabriels Real World Studios entstand, wirkte er als Sänger und Djembéspieler mit.
1995 trat er beim Montreux Jazz Festival mit dem Quintett von Malcolm Braff auf, dem auch der Trompeter Paolo Fresu und der Violinist Djamel Ben Yelles angehörten. Er setzte die Zusammenarbeit mit Braff fort und gehörte auch seinen weiteren Bands (Combo, Malcolm Braff Trio, Tectonic Natural Tribe) an. Daneben arbeitete er mit Jazzmusikern wie Erik Truffaz, Minino Garay, Julien Loureau und dem Art Ensemble of Chicago sowie Karim Ziad und Mahmoud Guinea  zusammen.
2002 gründete Ouattara die Gruppe Yaya Ouattara Duba Dew, mit der er verstärkt Einflüsse der westafrikanischen Volksmusik aufnahm.

## Diskografie
- Farafina: Faso Denou, 1993
- Farafina: Nemako, 1997
- Malcolm Braff Combo: Together, 1999
- Malcolm Braff Combo: The Preacher, 2000
- Malcolm Braff Trio: Yele, 2006

| Personendaten    | Personendaten            |
| ---------------- | ------------------------ |
| NAME             | Ouattara, Yaya           |
| KURZBESCHREIBUNG | burkinischer Weltmusiker |
| GEBURTSDATUM     | 1971                     |